# Костел Воздвиження Хреста Господнього
Костел Воздвиження Хреста Господнього — костел міста Броди Львівської області.

## Історія
У 80-х роках XVI століття у Бродах було споруджено перший костел (дерев'яний), а у 166?-167? роках збудовано вже мурований храм, який 1696 року Баківський консекрував єпископ А. Чешейка як свою резиденцію. У XVII-XIX століттях храм кілька разів ремонтувався, а також його було розширено. У 1927, 1930, 1933 і 1935 роках здійснено чергові ремонти святині.
У 1946 році костел було зачинено. У 1989 році бродівський костел повернули римо-католикам, проте 1993 року віддали греко-католикам (нині церква Воздвиження Чесного Животворящого Хреста). Тому у 1999-2010 роках довелось збудувати новий мурований храм за частково зміненим проектом архітектора Я. Столярова. 19 вересня 1999 року архієпископ М. Яворський освятив місце під будову костелу, а 22 травня 2010 року архієпископ М. Мокшицький консекрував новозбудований храм.
Парафію обслуговують дієцезіальні священики, працюють також монахині-серцянки згромадження Сестер Слугинь Пресвятого Серця Ісуса.